# Chamoli
Chamoli is een district van de Indiase staat Uttarakhand. Het district telt 369.198 inwoners (2001) en heeft een oppervlakte van 7692 km².

## Galerij

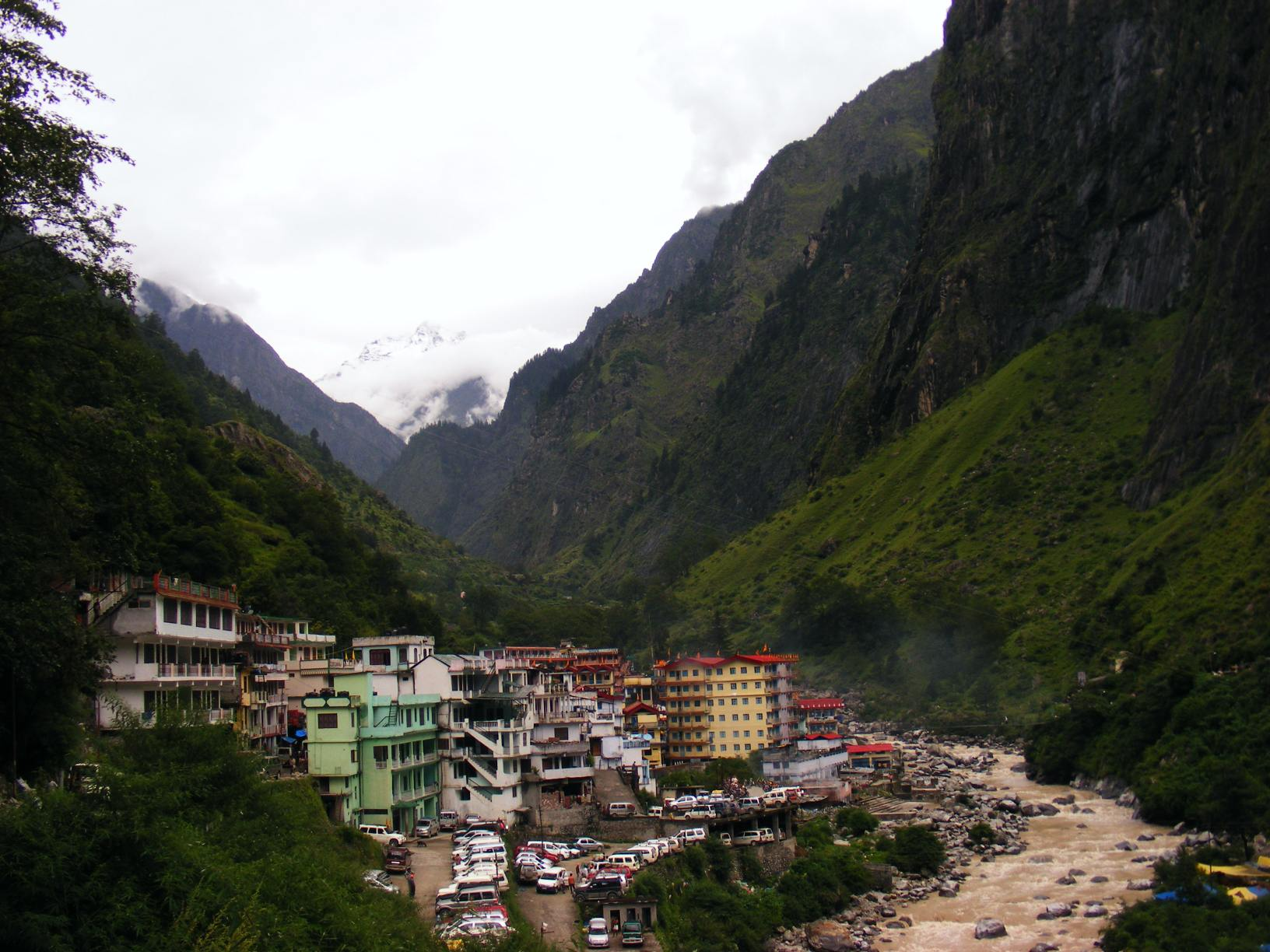
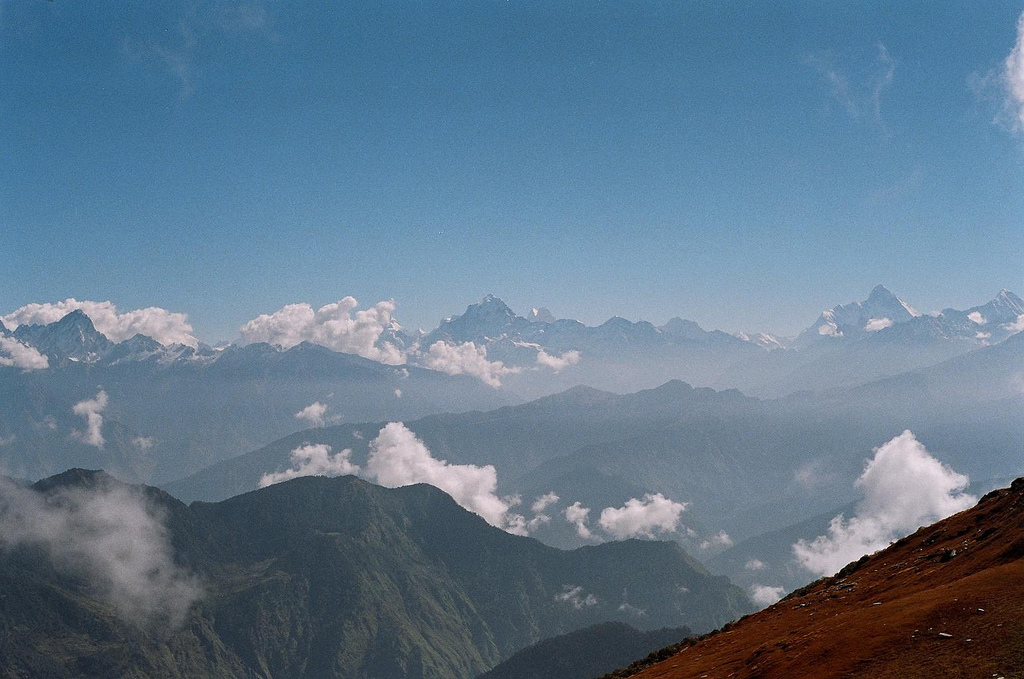
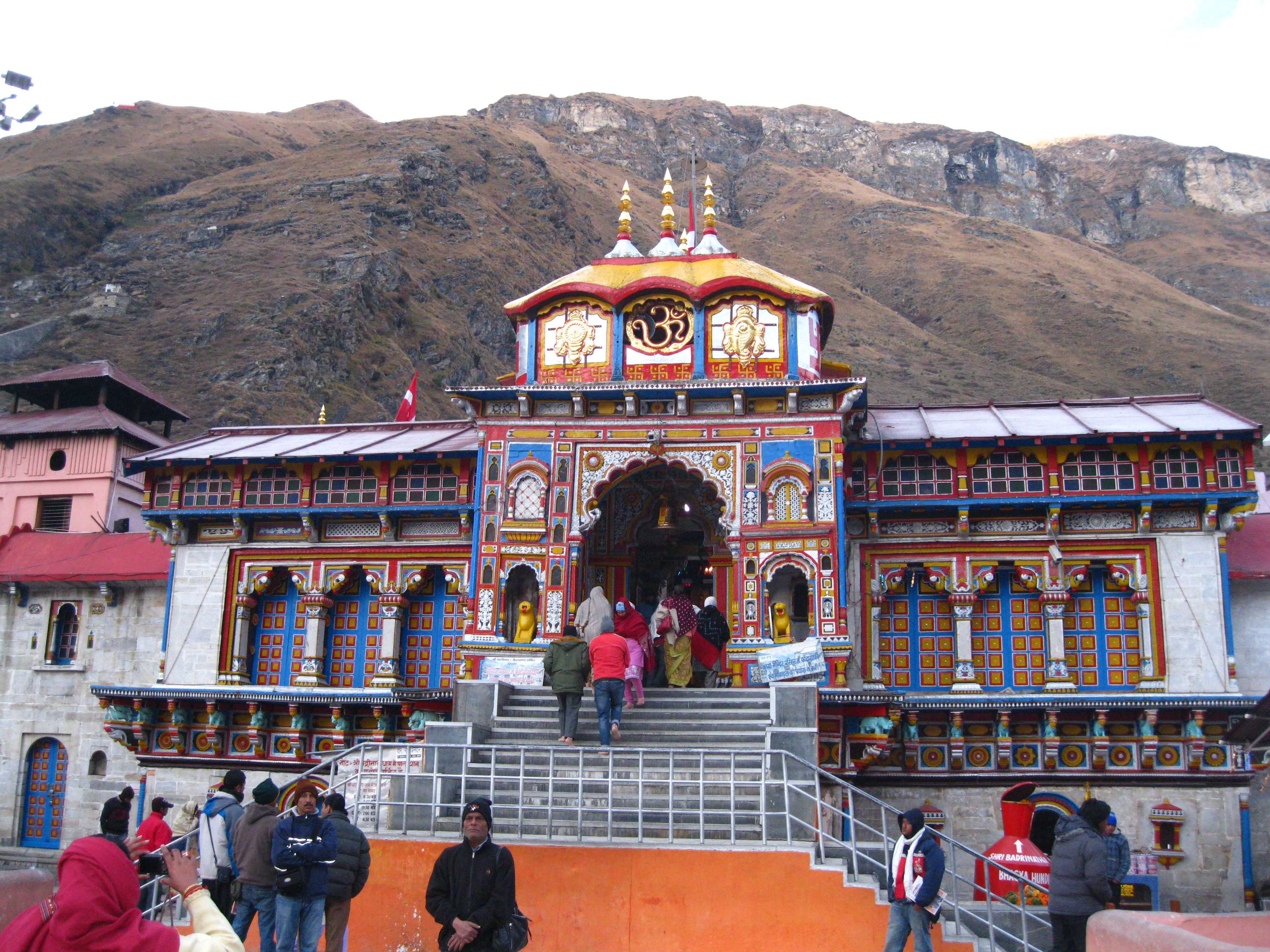

Almora · Bageshwar · Chamoli · Champawat · Dehradun · Haridwar · Nainital · Pauri Garhwal · Pithoragarh · Rudraprayag · Tehri Garhwal · Udham Singh Nagar · Uttarkashi